# Уилсон, Карл
Карл Дин Уилсон (англ. Carl Dean Wilson; 21 декабря 1946 — 6 февраля 1998) — американский музыкант, прежде всего известный как гитарист, вокалист и композитор рок-группы The Beach Boys, младший брат Брайана и Денниса Уилсонов, также членов ансамбля.

## Биография
Карл Уилсон родился 21 декабря 1946 года в Хоторне в семье Мерри и Одри Уилсонов. Его братьями были Брайан и Деннис Уилсоны, а Майк Лав приходился им двоюродным братом — все они стали членами The Beach Boys, группы, организованной их отцом в 1961 году. Первые записи в рамках The Beach Boys состоялись, когда Уилсону было ещё 14 лет (песня «Surfin’»). Основными обязанностями музыканта была игра на соло-гитаре («Fender Jaguar», двенадцатиструнная «Rickenbacker»), а также вокальные партии. После того, как Брайан Уилсон стал отдаляться от дел группы после неудачи с альбомом «Smile» 1967 года, Карл Уилсон стал вникать в тонкости студийной работы и к началу 1970-х гг. стал лидером коллектива. Уилсон считал, что превращение The Beach Boys в ностальгическую концертную машину тормозило дальнейшее творческое развитие и в этом расходился с некоторыми членами. В результате в начале 1980-х гг. Уилсон на время отошёл от группы и занялся сольной карьерой.
Последней работой с The Beach Boys стал альбом 1996 года «Stars and Stripes Volume 1». В начале 1997 года у Уилсона был обнаружен рак мозга и лёгких. Лечение не помогло, и 6 февраля 1998 года Карл Уилсон умер в Лос-Анджелесе.

## Дискография
- Carl Wilson (1981)
- Youngblood (1983)